# Eintracht Frankfurt 1966-1967
Questa voce raccoglie le informazioni riguardanti l'Eintracht Frankfurt nelle competizioni ufficiali della stagione 1966-1967.

## Stagione
Nella stagione 1966-1967 l'Eintracht Francoforte, allenato da Elek Schwartz, concluse il campionato di Bundesliga al 4º posto. In Coppa di Germania l'Eintracht Francoforte fu eliminato al qualifikation dal Hessen Kassel. In Coppa delle Fiere l'Eintracht Francoforte fu eliminato in semifinale dal Dinamo Zagabria.

## Rosa
| N. |                     | Ruolo | Calciatore       |
| -- | ------------------- | ----- | ---------------- |
|    | Germania (bandiera) | P     | Siegbert Feghelm |
|    | Germania (bandiera) | P     | Peter Kunter     |
|    | Germania (bandiera) | P     | Egon Loy         |
|    | Germania (bandiera) | D     | Peter Blusch     |
|    | Serbia (bandiera)   | D     | Fahrudin Jusufi  |
|    | Germania (bandiera) | D     | Jürgen Kesper    |
|    | Germania (bandiera) | D     | Dieter Lindner   |
|    | Germania (bandiera) | D     | Lothar Schämer   |
|    | Germania (bandiera) | D     | Karl-Heinz Wirth |
|    | Germania (bandiera) | C     | Walter Bechtold  |
|    | Germania (bandiera) | C     | Jürgen Friedrich |

| N. |                     | Ruolo | Calciatore         |
| -- | ------------------- | ----- | ------------------ |
|    | Germania (bandiera) | C     | Dieter Krafczyk    |
|    | Germania (bandiera) | C     | Helmut Kraus       |
|    | Ungheria (bandiera) | C     | István Sztáni      |
|    | Germania (bandiera) | A     | Ernst Abbé         |
|    | Germania (bandiera) | A     | Siegfried Bronnert |
|    | Germania (bandiera) | A     | Jürgen Grabowski   |
|    | Austria (bandiera)  | A     | Willi Huberts      |
|    | Germania (bandiera) | A     | Oskar Lotz         |
|    | Germania (bandiera) | A     | Heiko Racky        |
|    | Germania (bandiera) | A     | Wolfgang Solz      |

## Organigramma societario
Area tecnica
- Allenatore: Elek Schwartz
- Allenatore in seconda:
- Preparatore dei portieri:
- Preparatori atletici:

## Calciomercato

### Sessione estiva
| Acquisti | Acquisti           | Acquisti               | Acquisti |
| R.       | Nome               | da                     | Modalità |
| -------- | ------------------ | ---------------------- | -------- |
| A        | Siegfried Bronnert | St. Pauli              |          |
| D        | Fahrudin Jusufi    | Partizan               |          |
| C        | Dieter Krafczyk    | Eintracht Braunschweig |          |

| Cessioni | Cessioni        | Cessioni          | Cessioni |
| R.       | Nome            | a                 | Modalità |
| -------- | --------------- | ----------------- | -------- |
| P        | Manfred Krei    | SV Alsenborn      |          |
| C        | Ludwig Landerer | FSV Francoforte   |          |
| A        | Georg Lechner   | Schwaben Augusta  |          |
| D        | Friedel Lutz    | Monaco 1860       |          |
| A        | Erwin Stein     | Darmstadt         |          |
| C        | Dieter Stinka   | Darmstadt         |          |
| A        | Horst Trimhold  | Borussia Dortmund |          |

## Risultati

### Bundesliga

#### Girone di andata
| Arbitro: | Siebert |

|            |           |                                  |
| Müller 14’ | Marcatori | 53’ (rig.) Grabowski 75’ Huberts |

| Arbitro: | Schulenburg |

|                                 |           |  |
| Bronnert 14’, 45’, 58’ Solz 78’ | Marcatori |  |

| Arbitro: | Fritz |

|                                  |           |                                         |
| Gerhardt 28’ Lungwitz 36’ (rig.) | Marcatori | 7’ Grabowski 9’, 40’ Lotz 19’ Friedrich |

| Arbitro: | Hilker |

|  |           |             |
|  | Marcatori | 68’ Gerwien |

| Arbitro: | Ott |

|                      |           |              |
| Breuer 3’ Gräber 48’ | Marcatori | 58’ Bronnert |

| Arbitro: | Wengenmayer |

|                                               |           |  |
| Grabowski 4’ Solz 47’, 58’ (rig.) Huberts 54’ | Marcatori |  |

| Arbitro: | Weyland |

|                            |           |                      |
| Müller 17’ Zaczyk 29’, 53’ | Marcatori | 63’ Huberts 72’ Solz |

| Arbitro: | Redelfs |

|                    |           |  |
| Huberts 61’ (rig.) | Marcatori |  |

| Mönchengladbach 15 ottobre 1966, ore 16:00 CET 9ª giornata | Borussia M'gladbach | 0 – 0 referto | Eintracht Francoforte | Bökelbergstadion (28 000 spett.)\| Arbitro: \| Horstmann \| |
| Arbitro:                                                   | Horstmann           |               |                       |                                                             |

| Arbitro: | Ohmsen |

|                                    |           |                             |
| Schämer 32’ Bronnert 63’, 76’, 81’ | Marcatori | 74’ Herrmann 77’ Blechinger |

| Arbitro: | Herden |

|            |           |              |
| Simmet 68’ | Marcatori | 62’ Bronnert |

| Arbitro: | Schmidt |

|             |           |             |
| Huberts 52’ | Marcatori | 17’ Anković |

| Arbitro: | Handwerker |

|  |           |          |
|  | Marcatori | 64’ Solz |

| Arbitro: | Weyland |

|                    |           |                                       |
| Schämer 50’ (rig.) | Marcatori | 15’ Seeler 42’ Schulz 76’ Pohlschmidt |

| Arbitro: | Deuschel |

|                                      |           |               |
| Blusch 5’ Lotz 39’ Bechtold 76’, 83’ | Marcatori | 27’ Zebrowski |

| Arbitro: | Ohmsen |

|                                |           |          |
| Held 7’ Emmerich 40’ Peehs 65’ | Marcatori | 61’ Lotz |

| Arbitro: | Malka |

|                                          |           |                             |
| Huberts 73’ (rig.) Lotz 84’ Krafczyk 87’ | Marcatori | 21’, 47’ Bründl 30’ Grosser |

#### Girone di ritorno
| Arbitro: | Schulenburg |

|                       |           |               |
| Solz 77’ Bronnert 83’ | Marcatori | 41’ Ohlhauser |

| Arbitro: | Sturm |

|               |           |                                 |
| Magnusson 13’ | Marcatori | 12’, 44’, 70’ Bronnert 64’ Solz |

| Arbitro: | Biwersi |

|                                       |           |  |
| Friedrich 44’ Schämer 46’ Huberts 70’ | Marcatori |  |

| Arbitro: | Radermacher |

|                             |           |  |
| Moll 37’ Grzyb 61’ Maas 86’ | Marcatori |  |

| Arbitro: | Malka |

|                    |           |                             |
| Solz 68’, 72’, 78’ | Marcatori | 43’, 48’ Bandura 87’ Breuer |

| Arbitro: | Fritz |

|                                              |           |  |
| Reiner 26’ Hoffmann 30’ (rig.) Handschuh 60’ | Marcatori |  |

| Arbitro: | Voß |

|                                                    |           |            |
| Solz 3’ Grabowski 7’, 62’ Bechtold 45’ Huberts 57’ | Marcatori | 24’ Müller |

| Duisburg 11 marzo 1967, ore 16:00 CET 25ª giornata | Duisburg | 0 – 0 referto | Eintracht Francoforte | Wedaustadion (26 000 spett.)\| Arbitro: \| Sturm \| |
| Arbitro:                                           | Sturm    |               |                       |                                                     |

| Arbitro: | Herden |

|              |           |  |
| Bechtold 61’ | Marcatori |  |

| Arbitro: | Ott |

|                |           |             |
| Blechinger 87’ | Marcatori | 89’ Schämer |

| Arbitro: | Link |

|                                          |           |  |
| Abbé 12’, 80’ Bechtold 48’, 74’ Lotz 75’ | Marcatori |  |

| Arbitro: | Thier |

|               |           |              |
| Kentschke 52’ | Marcatori | 44’ Bechtold |

| Arbitro: | Seiler |

|          |           |                                         |
| Solz 76’ | Marcatori | 30’ Ferschl 34’, 51’ Strehl 63’ Volkert |

| Arbitro: | Baumgärtel |

|  |           |                   |
|  | Marcatori | 72’, 86’ Bechtold |

| Arbitro: | Thier |

|                                        |           |  |
| Danielsen 10’ Zebrowski 68’ Ferner 80’ | Marcatori |  |

| Arbitro: | Fritz |

|                                     |           |                             |
| Bechtold 28’ Grabowski 65’ Lotz 90’ | Marcatori | 46’ Wosab 50’, 68’ Emmerich |

| Arbitro: | Kreitlein |

|                        |           |               |
| Rebele 54’ Küppers 73’ | Marcatori | 74’ Grabowski |

### Coppa di Germania
| Arbitro: | Fork |

|                                               |           |                      |
| Schmidt 46’, 54’ Alt 57’, 57’ Schaub 67’, 78’ | Marcatori | 29’ Huberts 44’ Solz |

### Coppa delle Fiere
| Arbitro: | Gow |

|  |           |               |
|  | Marcatori | 25’, 30’ Lotz |

| Arbitro: | Burguet |

|                                                              |           |            |
| Kraus 5’, 56’ Lotz 14’ Kenny 45’ (aut.) Huberts 60’ Solz 72’ | Marcatori | 20’ Whelan |

| Arbitro: | Syme |

|                                                        |           |           |
| Lotz 18’ Huberts 65’ Schämer 73’ Solz 81’ Bronnert 86’ | Marcatori | 8’ Hansen |

| Arbitro: | Davídek |

|                      |           |                          |
| Larsen 18’ Olsen 33’ | Marcatori | 12’ Bronnert 50’ Schämer |

| Arbitro: | Horvath |

|                                  |           |            |
| Lotz 4’ Abbé 9’, 68’ Huberts 86’ | Marcatori | 45’ Albert |

| Arbitro: | Dagnall |

|                            |           |             |
| Rákosi 5’ Novák 61’ (rig.) | Marcatori | 10’ Huberts |

| Arbitro: | Bíróczky |

|               |           |            |
| Friedrich 35’ | Marcatori | 60’ Miller |

| Arbitro: | Boström |

|            |           |                      |
| Miller 86’ | Marcatori | 32’ Lotz 72’ Huberts |

| Arbitro: | Kitabdjian |

|                                     |           |  |
| Grabowski 11’ Bechtold 14’ Solz 67’ | Marcatori |  |

| Arbitro: | Gere |

|                                               |           |  |
| Zambata 14’ Novak 15’ Gucmirtl 87’ Belin 102’ | Marcatori |  |

## Statistiche

### Statistiche di squadra
| Competizione      | Punti | In casa | In casa | In casa | In casa | In casa | In casa | In trasferta | In trasferta | In trasferta | In trasferta | In trasferta | In trasferta | Totale | Totale | Totale | Totale | Totale | Totale | DR  |
| Competizione      | Punti | G       | V       | N       | P       | Gf      | Gs      | G            | V            | N            | P            | Gf           | Gs           | G      | V      | N      | P      | Gf     | Gs     | DR  |
| ----------------- | ----- | ------- | ------- | ------- | ------- | ------- | ------- | ------------ | ------------ | ------------ | ------------ | ------------ | ------------ | ------ | ------ | ------ | ------ | ------ | ------ | --- |
| Bundesliga        | 39    | 17      | 10      | 4       | 3       | 45      | 23      | 17           | 5            | 5            | 7            | 21           | 26           | 34     | 15     | 9      | 10     | 66     | 49     | +17 |
| Coppa di Germania | -     | 0       | 0       | 0       | 0       | 0       | 0       | 1            | 0            | 0            | 1            | 2            | 6            | 1      | 0      | 0      | 1      | 2      | 6      | -4  |
| Coppa delle Fiere | -     | 5       | 4       | 1       | 0       | 19      | 4       | 5            | 2            | 1            | 2            | 7            | 9            | 10     | 6      | 2      | 2      | 26     | 13     | +13 |
| Totale            | 39    | 22      | 14      | 5       | 3       | 64      | 27      | 23           | 7            | 6            | 10           | 30           | 41           | 45     | 21     | 11     | 13     | 94     | 68     | +26 |

### Andamento in campionato
| Giornata  | 1 | 2 | 3 | 4 | 5 | 6 | 7 | 8 | 9 | 10 | 11 | 12 | 13 | 14 | 15 | 16 | 17 | 18 | 19 | 20 | 21 | 22 | 23 | 24 | 25 | 26 | 27 | 28 | 29 | 30 | 31 | 32 | 33 | 34 |
| --------- | - | - | - | - | - | - | - | - | - | -- | -- | -- | -- | -- | -- | -- | -- | -- | -- | -- | -- | -- | -- | -- | -- | -- | -- | -- | -- | -- | -- | -- | -- | -- |
| Luogo     | T | C | T | C | T | C | T | C | T | C  | T  | C  | T  | C  | C  | T  | C  | C  | T  | C  | T  | C  | T  | C  | T  | C  | T  | C  | T  | C  | T  | T  | C  | T  |
| Risultato | V | V | V | P | P | V | P | V | N | V  | N  | N  | V  | P  | V  | P  | N  | V  | V  | V  | P  | N  | P  | V  | N  | V  | N  | V  | N  | P  | V  | P  | N  | P  |
| Posizione | 5 | 1 | 1 | 2 | 5 | 3 | 5 | 2 | 2 | 2  | 1  | 2  | 1  | 3  | 1  | 3  | 4  | 2  | 2  | 1  | 2  | 2  | 2  | 2  | 2  | 2  | 2  | 2  | 2  | 2  | 1  | 2  | 2  | 4  |

Legenda:

Luogo: C = Casa; T = Trasferta. Risultato: V = Vittoria; N = Pareggio; P = Sconfitta.

### Statistiche dei giocatori
| Giocatore     | Bundesliga | Bundesliga | Bundesliga  | Bundesliga | Coppa di Germania | Coppa di Germania | Coppa di Germania | Coppa di Germania | Coppa delle Fiere | Coppa delle Fiere | Coppa delle Fiere | Coppa delle Fiere | Totale   | Totale | Totale      | Totale     |
| Giocatore     | Presenze   | Reti       | Ammonizioni | Espulsioni | Presenze          | Reti              | Ammonizioni       | Espulsioni        | Presenze          | Reti              | Ammonizioni       | Espulsioni        | Presenze | Reti   | Ammonizioni | Espulsioni |
| ------------- | ---------- | ---------- | ----------- | ---------- | ----------------- | ----------------- | ----------------- | ----------------- | ----------------- | ----------------- | ----------------- | ----------------- | -------- | ------ | ----------- | ---------- |
| E. Abbé       | 2          | 2          | 0           | 0          | 0                 | 0                 | 0                 | 0                 | 3                 | 2                 | 0                 | 0                 | 5        | 4      | 0           | 0          |
| W. Bechtold   | 14         | 10         | 0           | 0          | 0                 | 0                 | 0                 | 0                 | 7                 | 1                 | 0                 | 0                 | 21       | 11     | 0           | 0          |
| H. Bellut     | 0          | 0          | 0           | 0          | 0                 | 0                 | 0                 | 0                 | 0                 | 0                 | 0                 | 0                 | 0        | 0      | 0           | 0          |
| P. Blusch     | 29         | 1          | 0           | 2          | 1                 | 0                 | 0                 | 0                 | 6                 | 0                 | 0                 | 0                 | 36       | 1      | 0           | 2          |
| S. Bronnert   | 16         | 12         | 0           | 0          | 1                 | 0                 | 0                 | 0                 | 3                 | 2                 | 0                 | 0                 | 20       | 14     | 0           | 0          |
| S. Feghelm    | 8          | 0          | 0           | 0          | 0                 | 0                 | 0                 | 0                 | 2                 | 0                 | 0                 | 0                 | 10       | 0      | 0           | 0          |
| J. Friedrich  | 32         | 2          | 0           | 0          | 1                 | 0                 | 0                 | 0                 | 10                | 1                 | 0                 | 0                 | 43       | 3      | 0           | 0          |
| J. Grabowski  | 29         | 7          | 0           | 0          | 0                 | 0                 | 0                 | 0                 | 7                 | 1                 | 0                 | 0                 | 36       | 8      | 0           | 0          |
| W. Huberts    | 33         | 8          | 0           | 0          | 1                 | 1                 | 0                 | 0                 | 10                | 5                 | 0                 | 0                 | 44       | 14     | 0           | 0          |
| B. Hölzenbein | 0          | 0          | 0           | 0          | 0                 | 0                 | 0                 | 0                 | 0                 | 0                 | 0                 | 0                 | 0        | 0      | 0           | 0          |
| F. Jusufi     | 33         | 0          | 0           | 0          | 1                 | 0                 | 0                 | 0                 | 6                 | 0                 | 0                 | 0                 | 40       | 0      | 0           | 0          |
| G. Keifler    | 0          | 0          | 0           | 0          | 0                 | 0                 | 0                 | 0                 | 0                 | 0                 | 0                 | 0                 | 0        | 0      | 0           | 0          |
| J. Kesper     | 0          | 0          | 0           | 0          | 0                 | 0                 | 0                 | 0                 | 0                 | 0                 | 0                 | 0                 | 0        | 0      | 0           | 0          |
| D. Krafczyk   | 4          | 1          | 0           | 0          | 1                 | 0                 | 0                 | 0                 | 2                 | 0                 | 0                 | 0                 | 7        | 1      | 0           | 0          |
| H. Kraus      | 2          | 0          | 0           | 0          | 0                 | 0                 | 0                 | 0                 | 2                 | 2                 | 0                 | 0                 | 4        | 2      | 0           | 0          |
| P. Kunter     | 24         | 0          | 0           | 0          | 0                 | 0                 | 0                 | 0                 | 7                 | 0                 | 0                 | 0                 | 31       | 0      | 0           | 0          |
| D. Lindner    | 33         | 0          | 0           | 0          | 1                 | 0                 | 0                 | 0                 | 10                | 0                 | 0                 | 0                 | 44       | 0      | 0           | 0          |
| O. Lotz       | 34         | 7          | 0           | 0          | 1                 | 0                 | 0                 | 0                 | 10                | 6                 | 0                 | 0                 | 45       | 13     | 0           | 0          |
| E. Loy        | 2          | 0          | 0           | 0          | 1                 | 0                 | 0                 | 0                 | 1                 | 0                 | 0                 | 0                 | 4        | 0      | 0           | 0          |
| F. Lutz       | 0          | 0          | 0           | 0          | 0                 | 0                 | 0                 | 0                 | 0                 | 0                 | 0                 | 0                 | 0        | 0      | 0           | 0          |
| H. Racky      | 0          | 0          | 0           | 0          | 0                 | 0                 | 0                 | 0                 | 0                 | 0                 | 0                 | 0                 | 0        | 0      | 0           | 0          |
| L. Schämer    | 33         | 4          | 0           | 0          | 1                 | 0                 | 0                 | 0                 | 9                 | 2                 | 0                 | 0                 | 43       | 6      | 0           | 0          |
| W. Solz       | 31         | 12         | 0           | 0          | 1                 | 1                 | 0                 | 0                 | 7                 | 3                 | 0                 | 0                 | 39       | 16     | 0           | 0          |
| I. Sztáni     | 2          | 0          | 0           | 0          | 0                 | 0                 | 0                 | 0                 | 2                 | 0                 | 0                 | 0                 | 4        | 0      | 0           | 0          |
| H. Tilkowski  | 0          | 0          | 0           | 0          | 0                 | 0                 | 0                 | 0                 | 0                 | 0                 | 0                 | 0                 | 0        | 0      | 0           | 0          |
| K. Wirth      | 13         | 0          | 0           | 0          | 0                 | 0                 | 0                 | 0                 | 6                 | 0                 | 0                 | 0                 | 19       | 0      | 0           | 0          |